# 隆盖拉-阿尔莫格拉维
隆盖拉-阿尔莫格拉维是葡萄牙贝雅区的一个堂区。总面积91.724平方公里，总人口1356人，人口密度14.8人/平方公里。